# Lutak
Lutak – jednostka osadnicza w Stanach Zjednoczonych, w stanie Alaska, w okręgu Haines.